# Raimonds Vējonis
Raimonds Vējonis (Pszkovi terület, Szovjetunió, 1966. június 15. –) lett biológus, politikus. 2003-tól a Lett Zöld Párt társelnöke. 2002 és 2011 között Lettország környezetvédelmi minisztere, 2014 és 2015 között védelmi minisztere. 2015 és 2019 között Lettország köztársasági elnöke.

## Életpályája
Lett apa és orosz anya gyermekeként született a pszkovi területen, ahol édesapja katonaként szolgált. Iskoláit a lettországi Madonában végezte. Egyetemi tanulmányait a rigai Lett Tudományegyetemen végezte, ahol 1989-ben szerzett biológiatanári diplomát. Érdeklődése abból fakadt, hogy a szovjet kolhozban dolgozó nagyapja az ott rosszul tárolt vegyszerek okán megvakult. Egyetemi tanulmányai alatt biológiatanárként dolgozott Madonában. Diplomájának megszerzését követően a madonai regionális természetvédelmi bizottság helyettes vezetője lett. Eközben 1993–1994-ben a finnországi Tamperében, illetve 1994-ben Tallinnban tanult környezetmérnöknek, valamint 1995-ben biológusi diplomát szerzett a Lett Tudományegyetemen. 1996-ban a nagy-rigai regionális természetvédelmi bizottság vezetőjévé nevezték ki. Tisztségét 2002-ig viselte. Ebben az időszakban a skultei kikötőt irányító bizottság tagja (1997–1998, 2000–2002) és a Getliņi Eko szeméttelep állami megbízottja (1997–2002) is volt.

### Politikai pályafutása
Politikai pályafutása korán kezdődött: Lettország függetlenedésének időszakában lépett be a Lett Zöld Pártba. 1990 és 1993 között Madona önkormányzatának képviselője volt. 2002-ben Lettország környezetvédelmi és regionális fejlesztési miniszterévé nevezték ki. 2003-ban kivált a minisztériumból a regionális fejlesztési rész, így Vējonis környezetvédelmi miniszterként folytatta pályafutását. Pozícióját közel kilenc évig, 2011-ig tartotta (ebben az időszakban egyesítették újra a két tárcát). Emellett 2003-ban a Lett Zöld Párt egyik társelnökévé választották. 2011 és 2014 között a lett parlament, a Saeima képviselője volt a Lett Zöld Párt és a Lett Parasztpárt együttműködéséből keletkezett Zöldek és Parasztok Szövetsége színeiben. A 2014-es választást követően védelmi miniszterré nevezték ki. Pozícióját 2015-ig viselte, amikor június 3-án a Saeima megválasztotta Lettország kilencedik elnökévé. Vējonis az első zöldpárti politikus, akit köztársasági elnökké választottak. Elnöki hivatalát 2019. július 8-ig töltötte be.